# Église Saint-Cybard de Roullet
L'église Saint-Cybard est une église catholique située sur la commune de Roullet-Saint-Estèphe, dans le département de la Charente, en France.

## Localisation
L'église Saint-Cybard est située en centre ville de la commune de Roullet-Saint-Estèphe, sur l'emplacement d'une ancienne église de l’abbaye de Saint-Cybard.

## Historique
La paroisse est mentionnée dès le IXe siècle, comme rattachée à l’abbaye Saint Cybard d’Angoulême. L'emplacement était déjà peuplé : un vase funéraire est retrouvé dans un tombeau gallo-romain dans le jardin de la cure, au pied de l’église en 1877, à la suite de travaux ; un cimetière mérovingien a été retrouvé non long de là. Le type de construction laisse entendre que la construction de l'église a débuté au XIe siècle. La construction s'étale sur plusieurs périodes, la dernière au XIXe siècle, pour la charpente et la toiture. La période tardive de la toiture est liée à des travaux de restauration, à la suite d'un état des lieux effectués dans les années 1830. Durant la même période, en 1838, le clocher à fait l'objet de réparations.
L'édifice est classé au titre des monuments historiques par la liste de 1840.
Le 9 décembre 1872 l'éclair d'un orage sec frappe le clocher. Celui ci se fend en deux et s'effondre. Cela entraine une fissure du chœur de l'église. Les travaux sont votés en 1873, pour un montant de 45 000 francs. Ils sont effectués l'année suivante, aux frais de l'État. Une campagne de rénovation est faite à la fin du XIXe siècle, pour l'intérieur de l'édifice.